# Šumava (loď)
Loď Šumava byla uvedena do provozu v roce 1951 jako zadokolesový vlečný motorový remorkér. Kompletní rekonstrukcí prošla v roce 1996, při níž byla přestavěna na loď restaurační a do roku 2022 patřila k nejstarším funkčním lodím v Praze na Vltavě. V roce 2022 byl její provoz ukončen a loď byla vyřazena z flotily společnosti Prague Boats s.r.o.

## Technický popis

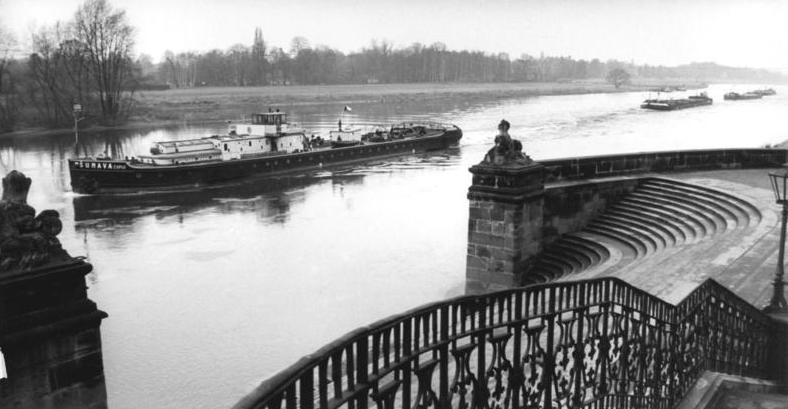
Loď Šumava ještě jako remorkér v roce 1985 v Drážďanech

Šumava měřila na délku 57,5 metrů a do šířky 9,1 metrů. Kapacita míst k sezení uvnitř lodi byla 152 až 190 osob (podle úpravy stolů). Otevřená horní paluba byla částečně zastřešena a vešlo se na ní až 200 osob. Loď disponovala i menším salonkem. Plavidlo bylo kompletně ozvučeno a hlavní salon vybaven klimatizací.

## Využití
Restaurační loď Šumava sloužila zejména pro okružní a vyhlídkové plavby v Praze po Vltavě. Často byla také využívána pro velké firemní akce, oslavy, party či jiné podobné aktivity. Šumava kotvila na Dvořákově nábřeží u Čechova mostu.